# Habitatge al carrer dels Bous, 7 (Ullà)
L'Habitatge al Carrer dels Bous, 7 és una obra d'Ullà (Baix Empordà) inclosa a l'Inventari del Patrimoni Arquitectònic de Catalunya.

## Descripció
Gran casal de pedra situat a la banda de migdia del nucli. És format per un cos principal de planta rectangular i tres cossos més petits, disposats tots ells a l'entorn d'un pati al qual s'accedeix per un portal d'arc carpanell situat a la façana de ponent. Totes les dependències s'articulen al voltant d'aquest pati. L'edifici principal té coberta a dues vessants i finestres allindades, algunes emmarcades en pedra.

## Història
L'edifici va ser creat i utilitzat originalment com a convent. Hi ha inscripcions a la porta d'accés ("Pere Curat 1648) i a una finestra ("1668").